# Tyrus mucronatus
Tyrus mucronatus är en skalbaggsart som först beskrevs av Georg Wolfgang Franz Panzer 1803.  Tyrus mucronatus ingår i släktet Tyrus, och familjen kortvingar. Arten är reproducerande i Sverige.